# Basilique Saint-Finnan d'Alexandria
La Basilique Saint-Finnan est une basilique mineure catholique située à Alexandria, dans le canton de Glengarry-Nord dans l'est de l'Ontario.
Elle était la cathédrale de l'ancien diocèse d'Alexandria-Cornwall jusqu'à sa dissolution.
La paroisse fut fondée en 1840.

## Historique
La basilique Saint-Finnan actuelle fut construite de 1883 à 1885, d'après les plans de l'architecte montréalais William H. Hodson.
Le 23 janvier 1890, le Vatican crée le diocèse d'Alexandria. Alexander Macdonnell sera le premier eveque et il choisit la paroisse Saint-Finnan comme cathédrale du nouveau diocèse.
La basilique possède un orgue Casavant, l'opus 284, installé en 1907.
Le 6 mai 2020, le Vatican annonce la dissolution du diocèse d'Alexandria-Cornwall et son annexion à l'archidiocèse d'Ottawa, qui sera renommé archidiocèse d'Ottawa-Cornwall. La paroisse Saint-Finnan perd alors son titre de cathédrale et redevient église paroissiale,.
Le 19 février 2021, le cardinal Robert Sarah signe avec le pape François un décret élevant l'église Saint-Finnan au titre de basilique mineure.